# Амборелла
Амборе́лла (лат. Amborella) — по современной классификации APG IV монотипный род цветковых растений монотипного семейства Амборелловые (Amborellaceae Pichon), входящего в монотипный порядок Амбореллоцветные (Amborellales Melikyan, A.V.Bobrov & Zaytzeva). 
Единственный вид рода, семейства и порядка — Амборелла волосистоножковая (Amborella trichopoda), вечнозелёное древесное растение (кустарник или невысокое дерево), растущее в Новой Каледонии.
Амборелловые являются одними из наиболее примитивных современных представителей отдела или клады цветковых растений. В 1999 году это семейство было идентифицировано как базальная группа цветковых растений.

## Название
Название Amborella происходит от слова Ambora путём добавления уменьшительного суффикса. Ambora — одно из названий (синоним) похожего на амбореллу мадагаскарского растения тамбурисса из семейства монимиевые (Monimiaceae): Tambourissa Sonn. (1782) [syn.  Ambora — Juss. (1789)].
Амбореллу не следует путать с родом орхидей амбреллой (Ambrella) и амбареллой (Spondias dulcis), видом южноамериканских плодовых деревьев из семейства Сумаховые.

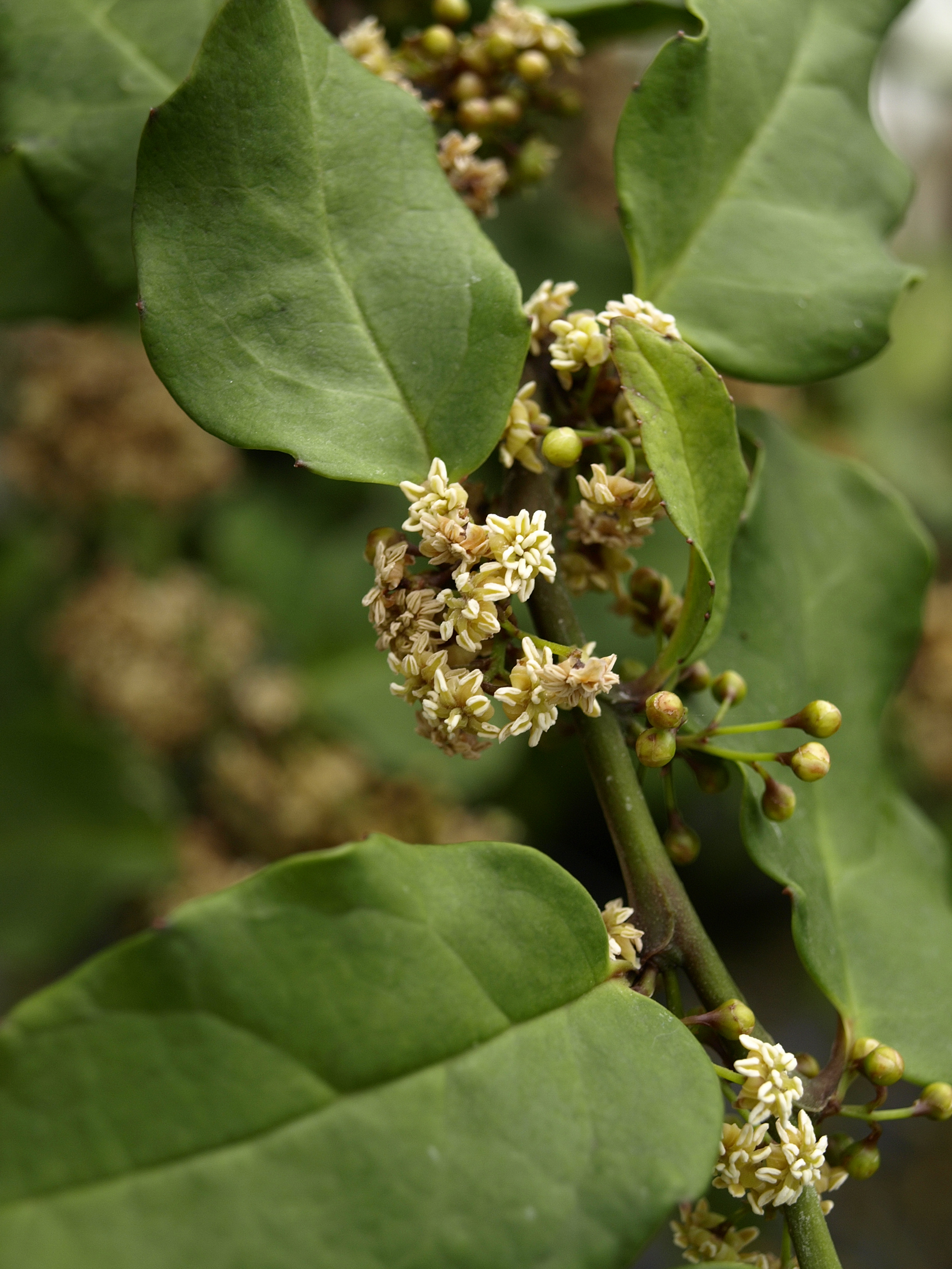
Цветущая амборелла волосистоножковая в оранжерее Международного университета Флориды, Майами, США. Мужские цветки

## Распространение и экология
Амборелла — эндемик Новой Каледонии, встречается в лесах на склоне гор.
В дождевых лесах этого острова встречаются и другие древние виды растений. В последние годы из-за человеческой деятельности, особенно из-за расширения пастбищ, площадь лесов на острове значительно сократилась.

## Биологическое описание
Амборелла волосистоножковая — двудомное вечнозелёное бессосудистое растение. Кустарник или дерево высотой до 8 м.
Листья очерёдные цельные или лопастные перистонервные, с волнистыми краями, длиной 8—10 см.
Цветки мелкие (4—8 мм в поперечнике), актиноморфные, зеленовато-жёлтые, располагаются на верхушках ветвей в пазушных соцветиях, однополые, с простым околоцветником (то есть без дифференциации на чашечку и венчик). Околоцветник спиральный, пяти- или восьмичленный.
В мужских цветках имеется до ста тычинок (по другим данным число тычинок в цветке составляет от 10 до 14). Тычинки широкие; подобно представителям другого примитивного семейства, австробэйлиевых, пыльники вскрываются широкой щелью.
В женских цветках имеется несколько свободных плодолистиков. Завязь верхняя. Канал, соединяющий полость завязи с отверстием на рыльце, полностью заполнен слизью.
Семяпочка одна.
В опылении, по всей видимости, участвуют насекомые (жуки).
Плодоножка с двумя широкими выростами. Плод — костянка длиной 5—8 мм красного цвета. Семя — с маленьким зародышем, обильным эндоспермом и без перисперма.
Имеются данные о том, что растение накапливает алюминий.
|                                                                          |  |
| Амборелла в ботаническом саду Калифорнийского университета в Беркли, США |  |

## Особенности амбореллы
Амборелловые, представленные единственным видом, в 1999 году были на основании различных молекулярных данных идентифицированы как базальная группа цветковых растений. Амборелла, по мнению многих учёных, отделилась от других цветковых растений примерно 130 миллионов лет назад и с тех пор изменилась незначительно, что можно объяснить относительной изолированностью экосистемы Новой Каледонии, а также довольно плавным из-за влияния океана изменением климата в этом районе земного шара.
Цветки амбореллы имеют небольшие размеры и состоят из немногих элементов, что хорошо согласуется с палеоботаническими данными, согласно которым древнейшие цветки были именно такими.
Принципиальной особенностью амбореллы является бессосудистая ксилема; водопроводящими элементами служат длинные трахеиды. Отсутствие сосудов у амбореллы является аргументом в пользу того предположения, что эти элементы возникли уже после возникновения цветковых
В последние годы установлено, что репродуктивная система амбореллы также имеет некоторые принципиальные особенности по сравнению с другими покрытосеменными.
Изучение амбореллы, возможно, сможет пролить свет на происхождение покрытосеменных, которое до сих пор в значительной степени неясно, поскольку по ряду признаков именно амборелла — наиболее примитивный современный представитель цветковых растений.

## Классификация
Местоположение амбореллы в классификации цветковых растений долгое время было в значительной степени неустойчивым. Некоторые признаки указывали на родство этого рода с австробэйлиевыми, тримениевыми и монимиевыми, в то же время имелись существенные отличительные признаки, исключающие близкое родство амбореллы с каким-либо современными цветковыми растениями.
Система Кронквиста (1981) выделяла род Амборелла в отдельное семейство в составе порядка Лавровые (лат. Laurales) подкласса Магнолииды (лат. Magnoliidae).
В системах классификации цветковых растений, разработанных «Группой филогении покрытосеменных» (Angiosperm Phylogeny Group, APG) и основанных на результатах генетических исследований — APG I (1998), APG II (2003), APG III (2009) и APG IV (2016) — монотипный род амборелла выделялся в отдельное монотипное семейство, которое в APG I и APG II не было включено в какие-либо порядки, а в APG III и APG IV включается в порядок Amborellales Melikian, A.V.Bobrov & Zaytzeva, 1999 — Амбореллоцветные.
В системе Шипунова — ещё одной современной системе классификации цветковых растений — семейство Амборелловые входит в состав порядка Кувшинкоцветные (Nymphaeales).

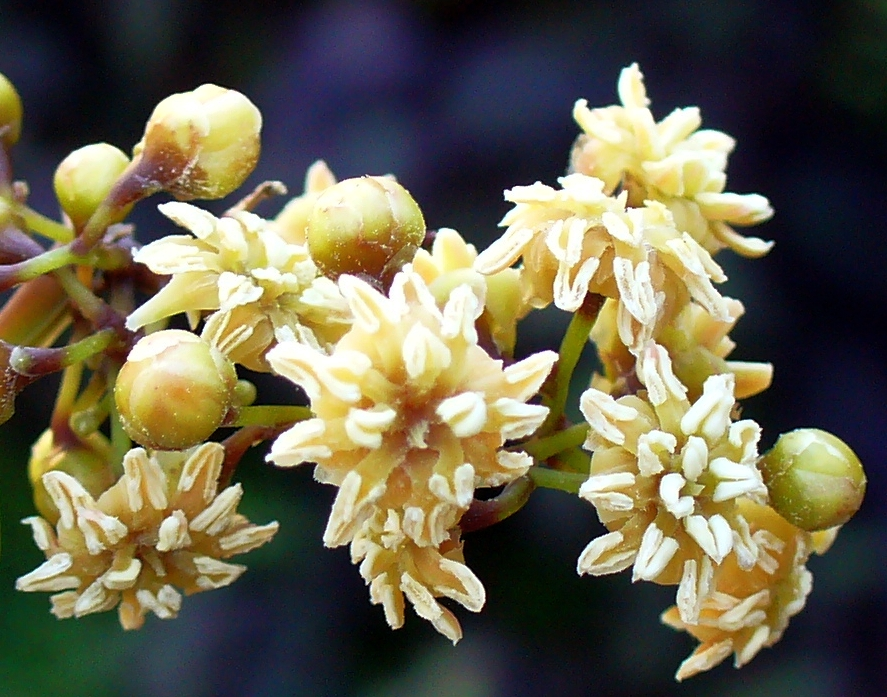
Цветущая амборелла в оранжерее Международного университета Флориды, Майами, США. Мужские цветки

| |
| На диаграмме показано место амбореллы среди других цветковых растений, а также связь растения с голосеменными |

### Таксономическое положение[3]
- Amborellales Melikyan, A.V. Bobrov & Zaytzeva, 1999, 14 Symp. Biodiv. Evolutionsbiol. 122
- Amborellaceae Pichon, 1948, Bull. Mus. Natl. Hist. Nat., sér. 2 20: 384
- Amborella Baill., 1873, Adansonia 10: 354
- Amborella trichopoda Baill., 1873, Adansonia 10: 354

Вид Амборелла волосистоножковая относится к роду Амборелла (Amborella) семейства Амборелловые (Amborellaceae) порядка Амбореллоцветные (Amborellales) клады Цветковые растения. Кладограмма в соответствии с Системой APG IV:
|  |                          |  |                                   | порядок Амбореллоцветные |  | семейство Амборелловые |  | род Амборелла |  | Амборелла волосистоножковая |
|  |                          |  |                                   | порядок Амбореллоцветные |  | семейство Амборелловые |  | род Амборелла |  | Амборелла волосистоножковая |
|  | клада Цветковые растения |  |                                   |                          |  |                        |  |               |  |                             |
|  |                          |  |                                   |                          |  |                        |  |               |  |                             |
|  |                          |  | ещё 63 порядка цветковых растений |                          |  |                        |  |               |  |                             |
|  |                          |  |                                   |                          |  |                        |  |               |  |                             |